# ブレリオ III

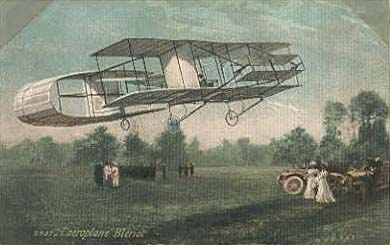
ブレリオIVの想像図、飛行はできなかった

ブレリオ III（Blériot III）はルイ・ブレリオとガブリエル・ヴォアザンが共同で開発した航空機である。1906年の5月から9月まで試験飛行を行ったが、飛行することはできなかった。
機体の特徴は、楕円形の梁で上下翼をつないだ構造を採用した。一台のアントワネットエンジンで2枚の牽引型のプロペラを駆動した。フロートを付けて、アンギャン湖（Enghein）で1906年5月から9月まで繰り返し試験を行ったが飛び上がることはできなかった。
10月になって、普通の複葉形式に改造され、エンジンをもう1台追加し、プロペラを推進式にしてそれぞれのプロペラを駆動するように改造された。名前も、ブレリオ IVと改められた。依然として離陸できなかったので、11月12日、フロートを取り外し、車輪をつけて地上での試験を始めた。2台のエンジンの推力をそろえるのが困難であったが、片方の翼が修理不能の損傷を受けるまで、機体はなんどか地上を離れた。 このジャンプが飛行と認められるかは議論が分かれるが、この後ヴォアザンはブレリオと別れて自らの設計で、航空機の製作を目指すことになった。

## 主要諸元(ブレリオ IV)
- 乗員：1名
- 翼幅：10.50m
- 翼面積：73 m2
- 重量：480kg
- 発動機：アントワネット V-8 24hp×2